# Hoplomeces laevicollis
Hoplomeces laevicollis là một loài bọ cánh cứng trong họ Cerambycidae.